# Zhoushan
Zhoushan ⓘ (en chino, 舟山市; pinyin, Zhōushān shì; literalmente, ‘montaña barco’) es una ciudad-prefectura al noreste de la provincia de Zhejiang, en la República Popular China. La ciudad y debe su nombre a la isla más grande, la isla Zhoushan. Exploraciones arqueológicas revelan que este lugar ha sido poblado desde hace cinco mil años.

## Administración
La ciudad-prefectura de Zhoushan se divide en 4 localidades que se administran en 2 distritos y 2 condados:
| Mapa                          | Mapa   | Mapa         | Mapa             | Mapa               |
| ----------------------------- | ------ | ------------ | ---------------- | ------------------ |
| Dinghai Putuo Daishan Shengsi |        |              |                  |                    |
| División                      | Hanzi  | Pinyin       | Población (2010) | Tierra firme (km²) |
| Distrito Dinghai              | 定海区 | Dìnghǎi Qū   | 464,184          | 568.8              |
| Distrito Putuo                | 普陀区 | Pǔtuó Qū     | 378,805          | 458.6              |
| Condado Daishan               | 岱山县 | Dàishān Xiàn | 202,164          | 326.5              |
| Condado Shengsi               | 嵊泗县 | Shèngsì Xiàn | 76,108           | 86                 |

- Estos se dividen en 45 pueblos, incluyendo 24 poblados, 12 villas y 9 subdistritos.

## Geografía
Se localiza al sur de la desembocadura del río Yangtsé, Zhoushan esta en la zona costera del este de Zhejiang, en el borde de la bahía de Hangzhou. Es la única ciudad situada sobre la base de un grupo de islas, el archipiélago de Zhoushan, que es una de las más grandes seguida de Hainan. Es uno de los lugares de pesca más grande del mundo.

## Clima
Ampliamente  afectado por el mar de China Oriental, la ciudad tiene un clima húmedo y templado sin mucho frío en  invierno ni mucho calor en verano. La temperatura media anual es de aproximadamente 17C (63F). Los tifones se pueden presentar entre julio-septiembre.
| Parámetros climáticos promedio de Zhoushan (1991-2020) | Parámetros climáticos promedio de Zhoushan (1991-2020) | Parámetros climáticos promedio de Zhoushan (1991-2020) | Parámetros climáticos promedio de Zhoushan (1991-2020) | Parámetros climáticos promedio de Zhoushan (1991-2020) | Parámetros climáticos promedio de Zhoushan (1991-2020) | Parámetros climáticos promedio de Zhoushan (1991-2020) | Parámetros climáticos promedio de Zhoushan (1991-2020) | Parámetros climáticos promedio de Zhoushan (1991-2020) | Parámetros climáticos promedio de Zhoushan (1991-2020) | Parámetros climáticos promedio de Zhoushan (1991-2020) | Parámetros climáticos promedio de Zhoushan (1991-2020) | Parámetros climáticos promedio de Zhoushan (1991-2020) | Parámetros climáticos promedio de Zhoushan (1991-2020) |
| Mes                                                    | Ene.                                                   | Feb.                                                   | Mar.                                                   | Abr.                                                   | May.                                                   | Jun.                                                   | Jul.                                                   | Ago.                                                   | Sep.                                                   | Oct.                                                   | Nov.                                                   | Dic.                                                   | Anual                                                  |
| ------------------------------------------------------ | ------------------------------------------------------ | ------------------------------------------------------ | ------------------------------------------------------ | ------------------------------------------------------ | ------------------------------------------------------ | ------------------------------------------------------ | ------------------------------------------------------ | ------------------------------------------------------ | ------------------------------------------------------ | ------------------------------------------------------ | ------------------------------------------------------ | ------------------------------------------------------ | ------------------------------------------------------ |
| Temp. máx. media (°C)                                  | 9.9                                                    | 11.2                                                   | 14.5                                                   | 19.6                                                   | 24.0                                                   | 27.1                                                   | 31.3                                                   | 31.6                                                   | 28.1                                                   | 23.6                                                   | 18.6                                                   | 12.8                                                   | 21                                                     |
| Temp. media (°C)                                       | 6.2                                                    | 7.2                                                    | 10.3                                                   | 15.1                                                   | 19.8                                                   | 23.5                                                   | 27.5                                                   | 27.8                                                   | 24.5                                                   | 19.8                                                   | 14.7                                                   | 8.9                                                    | 17.1                                                   |
| Temp. mín. media (°C)                                  | 3.5                                                    | 4.2                                                    | 7.1                                                    | 11.5                                                   | 16.5                                                   | 20.8                                                   | 24.8                                                   | 25.2                                                   | 21.8                                                   | 16.8                                                   | 11.7                                                   | 5.9                                                    | 14.2                                                   |
| Precipitación total (mm)                               | 77.6                                                   | 78.5                                                   | 125.4                                                  | 105.6                                                  | 125.2                                                  | 208.3                                                  | 116.4                                                  | 188.3                                                  | 173.2                                                  | 113.1                                                  | 81.8                                                   | 79.1                                                   | 1472.5                                                 |
| Días de precipitaciones (≥ 0.1 mm)                     | 12.1                                                   | 11.4                                                   | 15.3                                                   | 13.7                                                   | 13.7                                                   | 15.8                                                   | 10.6                                                   | 12.3                                                   | 12.6                                                   | 9.0                                                    | 11.2                                                   | 10.8                                                   | 148.5                                                  |
| Días de nevadas (≥ 1 mm)                               | 2.7                                                    | 2.1                                                    | 0.7                                                    | 0.0                                                    | 0.0                                                    | 0.0                                                    | 0.0                                                    | 0.0                                                    | 0.0                                                    | 0.0                                                    | 0.0                                                    | 0.8                                                    | 6.3                                                    |
| Horas de sol                                           | 109.9                                                  | 112.4                                                  | 132.8                                                  | 159.9                                                  | 163.6                                                  | 124.4                                                  | 226.9                                                  | 214.1                                                  | 167.7                                                  | 165.1                                                  | 122.4                                                  | 124.5                                                  | 1823.7                                                 |
| Humedad relativa (%)                                   | 75                                                     | 76                                                     | 77                                                     | 77                                                     | 80                                                     | 86                                                     | 83                                                     | 82                                                     | 79                                                     | 75                                                     | 76                                                     | 73                                                     | 78.3                                                   |
| Fuente: China Meteorological Administration            |                                                        |                                                        |                                                        |                                                        |                                                        |                                                        |                                                        |                                                        |                                                        |                                                        |                                                        |                                                        |                                                        |